# Шлифовальный станок
Шлифовальный станок — металлорежущий станок, предназначенный для шлифования.

## Разновидности
- универсальный — обеспечивает кроме поворота рабочего стола также поворот как обрабатываемой детали, так и шлифовального круга за счёт поворота передней и шлифовальной бабок вокруг их осей, что позволяет шлифовать на этих станках сложные профили (например, режущего инструмента).
- круглошлифовальный (круглоторцешлифовальный) — для круглого наружного шлифования цилиндрических и конических поверхностей. Иногда универсальные круглошлифовальные станки снабжаются дополнительной бабкой для шлифования отверстий.
- бесцентровошлифовальный — для обработки в крупносерийном производстве наружных поверхностей[1];
- плоскошлифовальный — для обработки плоскостей и сопряжённых плоских поверхностей (периферией и торцом шлифовального круга)[2];
- внутришлифовальный (внутриторцешлифовальный) — для круглого внутреннего шлифования;
- резьбошлифовальный — для изготовления, например, метчиков;
- координатно-шлифовальный;
- обдирочно-шлифовальный;
- хонинговальный (процесс тонкого шлифования характеризуется снятием малых припусков (0,04…0,08 мм на диаметр).

В СССР выпускались различные модели на станкостроительных заводах в Москве, Ленинграде, Харькове, Минске, Кишинёве, Орше, Витебске, Лубнах, Воронеже, Дзержинском, Ростове, Туле, Липецке, Станиславске, Мукачево, Душанбе и Ленинакане.

## Галерея изображений
- Универсальный шлифовальный станок
- Бесцентровошлифовальный станок
- Плоскошлифовальный станок
- Настольный ленточный заточной мини-станок